# Saison 2017 des Royals de Kansas City
La saison 2017 des Royals de Kansas City est la 49e saison en Ligue majeure de baseball pour cette franchise. 
L'année 2017 est la première saison perdante depuis 2012 pour Kansas City et la dernière page d'un chapitre mémorable qui a vu les Royals gagner en 2015 leur première Série mondiale en 30 ans. Quatre des joueurs formant le noyau de cette équipe deviennent agents libres après la saison 2017 : Lorenzo Cain, Alcides Escobar, Eric Hosmer et Mike Moustakas. 
En milieu de peloton avec 80 victoires et 82 défaites en 2017, les Royals se classent 3e sur 5 équipes dans la division Centrale de la Ligue américaine.

## Saison régulière
La saison régulière de 162 matchs des Royals débute le 3 avril 2017 par une visite aux Twins du Minnesota, et se termine le 1er octobre suivant. Le premier match local de la saison au Kauffman Stadium de Kansas City est programmé pour le 10 avril contre les Athletics d'Oakland.

### Classement
| Ligue américaine division Centrale | V   | D  | %    | Diff. | Diff. (séries) |
| ---------------------------------- | --- | -- | ---- | ----- | -------------- |
| Indians de Cleveland               | 102 | 60 | ,630 | -     | -              |
| Twins du Minnesota                 | 85  | 77 | ,525 | 17    | -              |
| Royals de Kansas City              | 80  | 82 | ,494 | 22    | 5              |
| White Sox de Chicago               | 67  | 95 | ,414 | 35    | 18             |
| Tigers de Détroit                  | 64  | 98 | ,395 | 38    | 21             |